# Starý Dub
Starý Dub (německy Alt-Aicha) je vesnice, část města Český Dub v okrese Liberec. Nachází se asi dva kilometry severně od Českého Dubu. Vede jím silnice II/278. Starý Dub je také název katastrálního území o rozloze 2,12 km².

## Historie
První písemná zmínka o vesnici pochází z roku 1556.

## Fotogalerie

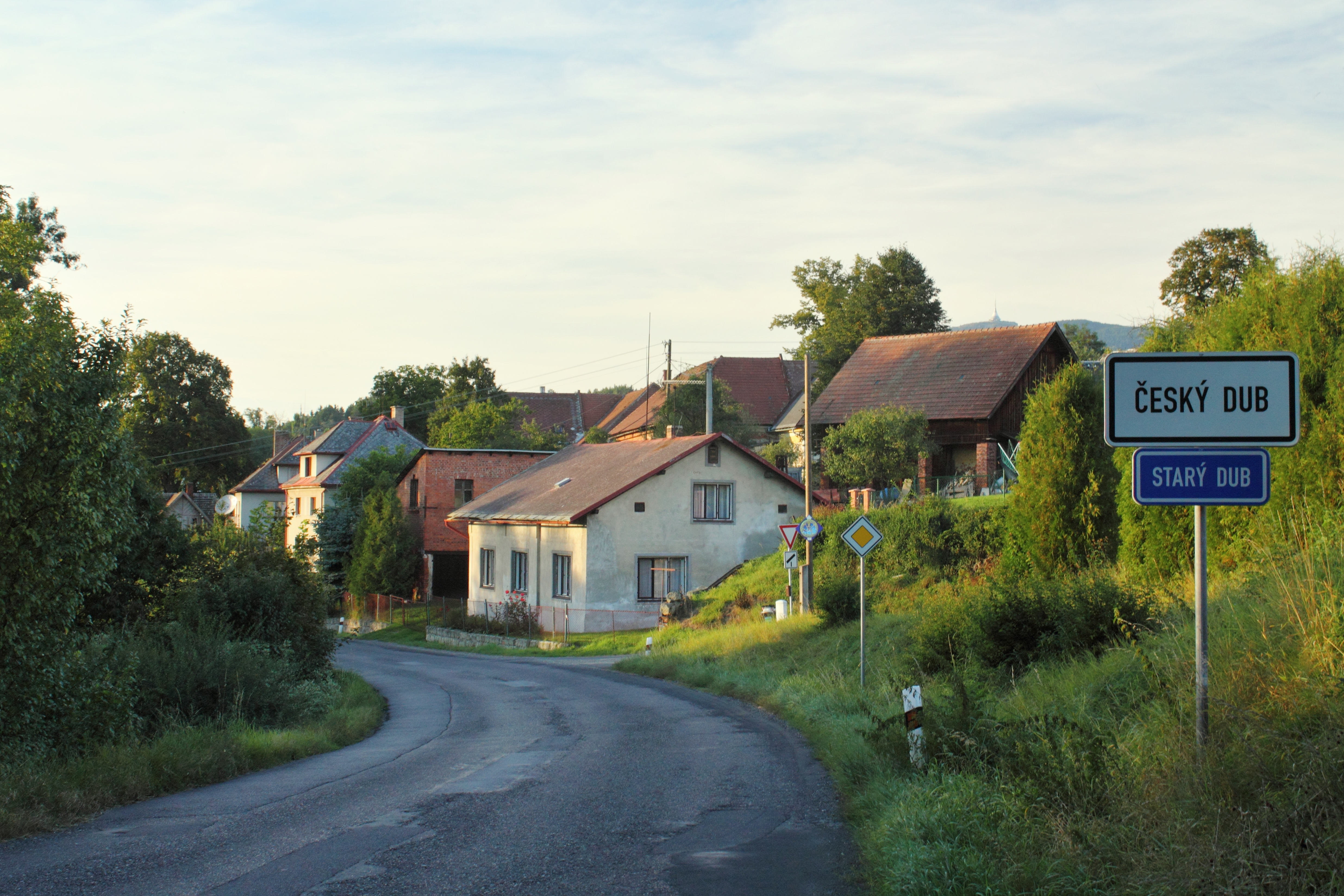
vjezd do vsi
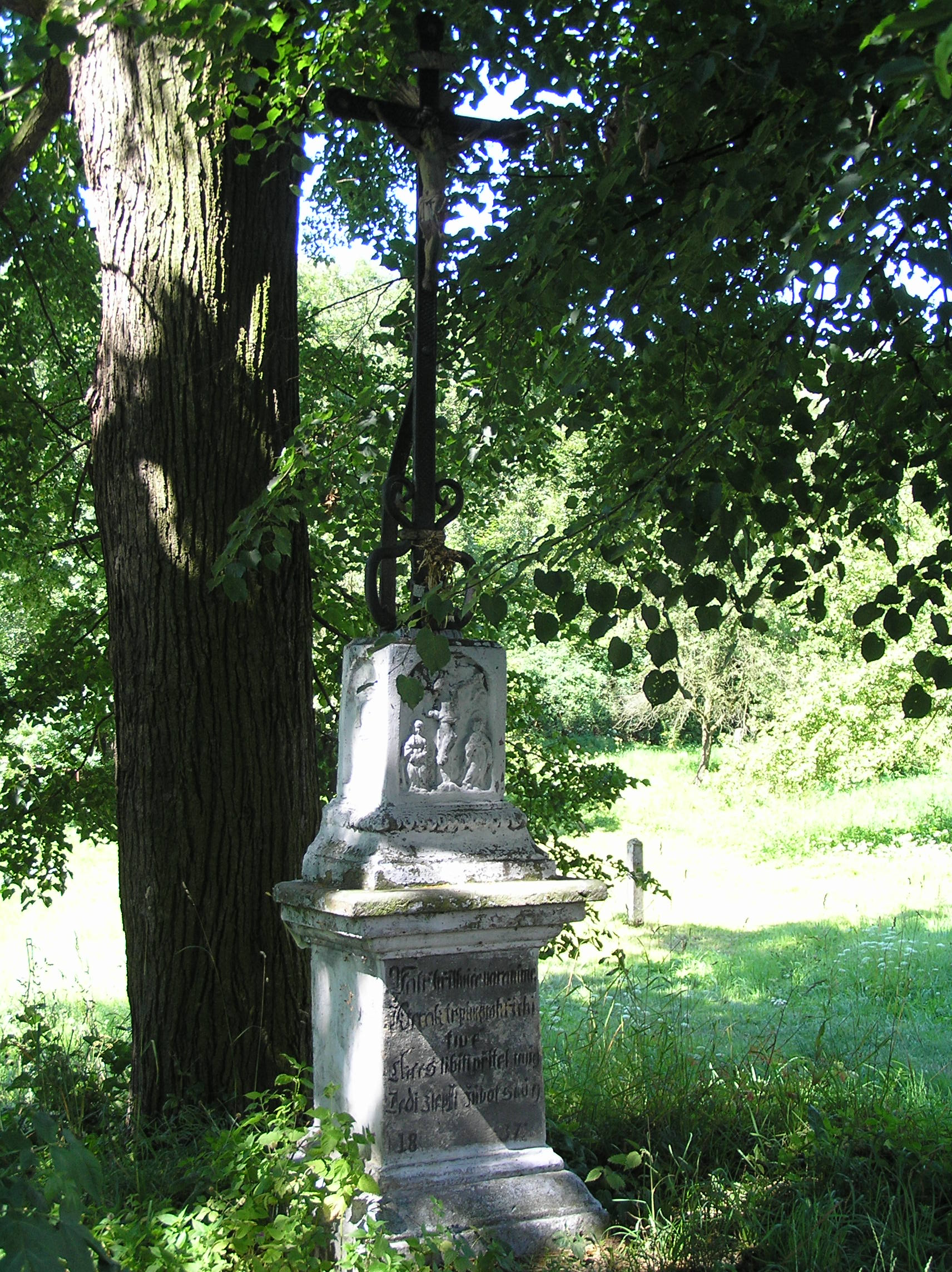
kříž